# Maurice Soudeyns
 (juillet 2018).
Si vous disposez d'ouvrages ou d'articles de référence ou si vous connaissez des sites web de qualité traitant du thème abordé ici, merci de compléter l'article en donnant les références utiles à sa vérifiabilité et en les liant à la section « Notes et références ».
 (juillet 2018).
Maurice Soudeyns, né à Montréal le 9 août 1944, est un poète cofondateur de XYZ Éditeur en 1985.

## Biographie
Maurice Soudeyns est né à Montréal dans le quartier latin. Il a fréquenté l’École des Beaux-Arts et l’UQUÀM en études françaises et est titulaire d’un certificat en traduction de l’université McGill. 
Il a collaboré à quelques revues de poésie et fait un certain nombre de lectures publiques. En 1983, il cofonde  Soudeyns-Donzé Éditeurs, qui deviendra à l’arrivée de Gaëtan Lévesque en 1985, XYZ Éditeurs. Tous les deux, ils créent la première revue entièrement consacrée à la nouvelle : XYZ, la revue de la nouvelle. Maurice Soudeyns se retira des éditions quelques années plus tard. 
Maurice Soudeyns a aussi écrit de nombreuses nouvelles et un roman. 